# Aphelinus certus
Aphelinus certus es una avispilla parasitoide originaria de Asia. Parasita el pulgón de la soja y otros áfidos.

## Introducción en América del Norte
A. certus se encuentra en América del Norte desde 2005, posiblemente fue introducido a la vez que el pulgón de la soja.
A. certus también parasita otros pulgones originarios de América del Norte tal como Aphis oestlundi y Aphis monardae.